# Arrunte (hijo de Porsena)
Arrunte era un etrusco, hijo de Lars Porsena, rey de Clusio (hoy la moderna Chiusi), en Etruria.

## Biografía
Fue Arrunte quien aconsejó a su padre que firmara la paz con los romanos de la República tras el fracasado intento de restaurar la monarquía romana con el rey Tarquinio el Soberbio, debido al coraje y heroísmo de Cayo Mucio Escévola. Porsena se retiró del territorio romano tras ratificar la paz con Roma y envió a su hijo con la mitad del ejército que había empleado para sitiar Roma, a conquistar Ariccia, para volver de la guerra con un botín, entre los años 507 o 506 a. C.
Cuando estaba a punto de tomar la ciudad, los ejércitos de los latinos de Antium y Tusculum y Cumas desde Campania, acudieron en ayuda de la ciudad sitiada.
Aunque en el segundo año del asedio, los etruscos atacaron y obtuvieron las primeras victorias, persiguiendo los enemigos hasta las puertas de la ciudad, pero los campanios en el último momento, hicieron una maniobra de flanco, rodearon a los etruscos y los masacraron. El comandante de los campanios era Aristodemo de Cumas y Arrunte murió en la batalla.
Los etruscos sobrevivientes huyeron y se refugiaron en Roma, y algunos de ellos no regresaron a sus ciudades, permaneciendo en Roma.